# 为人民服务—共产主义联盟

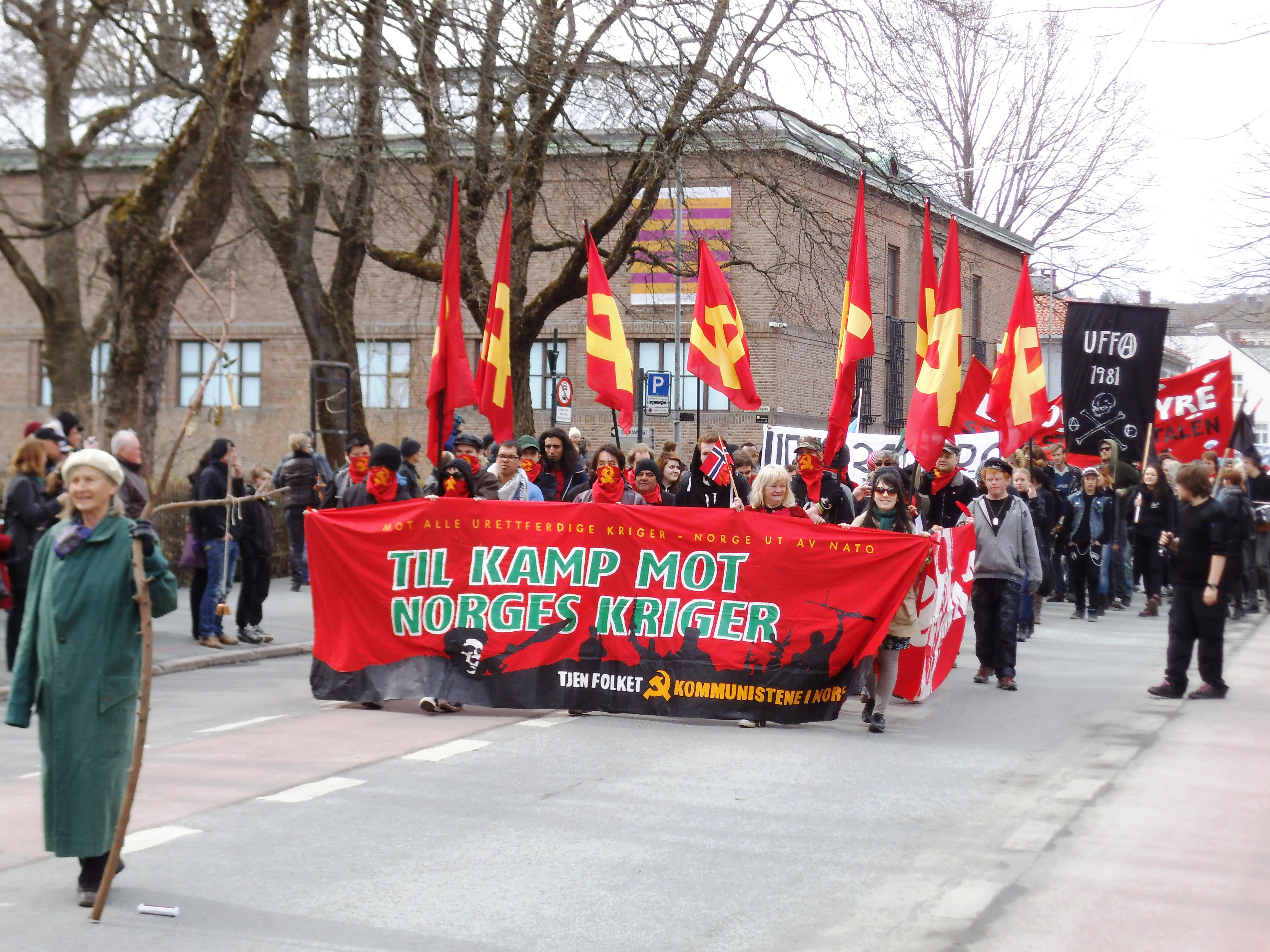
2013年五一劳动节，其成员出现于挪威特隆赫姆的游行

其成员在门上写的标语：“造反有理！”

为人民服务—共产主义联盟（挪威语：Tjen Folket – Kommunistisk Forbund）是挪威的一个共产主义组织。成立于1998年，由被开除出党的工人共产党前成员组建。主要目标是创建基于马列毛主义的挪威共产党。其青年翼是革命共产主义青年。
该组织支持武装革命，并认为这是建立社会主义社会的唯一方式。该组织将马克思、恩格斯、列宁、斯大林、毛泽东视为共产主义史上五位伟大人物，并且将这五人同贡萨罗视为发展马克思列宁毛主义的六位伟大领袖。

## 历史
为人民服务—马列主义团体（Tjen folket – ei marxist-leninistisk gruppe）建立于1998年，是工人共产党的一个分裂团体。据称分裂的原因是工人共产党的右倾。
工人共产党及革命共产主义青年的一些成员被工人共产党、红色选举联盟、红党和/或红色青年驱逐。
为人民服务的发言人Henrik Ormåsen于1997年被逐出工人共产党和红色青年，2008年被逐出红党，当时他声称斯大林是一位伟大的理论家。据红党领导人托尔斯泰·达勒（Torstein Dahle），Ormåsen已“损害了党并将问题带入到党的立场。”
为人民服务发动了一场意识形态运动，其任务是在工人共产党崩溃后启动新的共产党，并在2009年将其副标题从“马列主义团体”改为“共产主义联盟”。

## 意识形态
该组织将其政治理论建立于马列毛主义上，主张当代马克思主义是通过三个阶段发展起来的。马克思主义的原始阶段是马克思和恩格斯在19世纪发展起来的。第二阶段是列宁和斯大林发展的列宁主义，第三阶段是毛主义，即“当今最先进的革命理论形式”。
该组织将其“马克思列宁主义”概括为共产党的三项基本原则：
- 组织严密，纪律严明。
- 只为愿意学习共产主义的人开放，在党内保持活跃，发展自己，成为他们必须领导的斗争的良好领导者。
- 以民主集中制为基础，让所有成员参与发展党的政治，但少数人接受大多数人的决定并为他们工作。

## 行动

### 抵制选举
该组织呼吁抵制自2009年以来在挪威举行的每次地方和议会选举，包括2009年、2013年和2017年的议会选举以及2011年和2015年的地方选举。
他们提出了抵制选举的三个主要原因：
- 通向社会主义的道路是革命，而不是选举。
- 候选人是当代挪威帝国主义和贩卖战争的共谋者。
- 无论选举结果如何，重要问题都将决定于资产阶级的利益。[10]

### 反修正主义
该组织批评挪威的几个共产主义组织，声称他们是修正主义者。还批评了马列－革命团体和共产主义纲领内的霍查主义的改良主义立场倾向，并将他们的改良主义和修正主义描述为他们反对毛主义的逻辑结果。

### 无产阶级女权主义
该组织宣称，妇女压迫是阶级制度的结果，在阶级社会中妇女的解放是不可能的。 该组织每年参加3月8日的示威活动，通常以口号：通过社会主义革命反对帝国主义和解放妇女。
该组织还发表了对自由主义女权主义和激进女权主义的批评，声称前者简单地强化了一种使女性受到压迫的阶级体系，而后者却没有认识到阶级体系中的主要矛盾，因此没有解决女权主义的核心问题。作为替代，该组织提供无产阶级女权主义作为妇女解放的路线。这种分歧最显著地表现为与其他女权运动在卖淫问题上存在分歧，该组织拒绝卖淫这种压迫行为。